# Hippodamia convergens
Espèce
Hippodamia convergens est une espèce de coléoptères de la famille des coccinellidés, originaire d'Amérique du Nord, qui vit dans les champs, les prés et les jardins.
Vraisemblablement la plus commune des Coccinelles d'Amérique du Nord, Hippodamia convergens peut atteindre approximativement 6 mm de long.

## Description
Ses élytres sont un peu allongés, orangeâtres et ornés de deux taches blanches et sept points noirs. Deux autres points noirs peuvent se former à la base des élytres. Sa tête est noire et ornée d'une tache blanche un peu en W. Son large pronotum noir est orné d'une tache blanche et de deux petits points blancs. Ses antennes et ses mandibules sont courtes et brun orangé. Ses pattes sont brun orangeâtre, mais les fémurs sont noirs.

## Cycle
La femelle peut pondre de 10 à 50 œufs par jour, souvent groupés à proximité d’une colonie de pucerons.
La larve peut atteindre 6 mm de long, et s’aventurer à 12 mètres du lieu de ponte.

## Alimentation
L'adulte comme la larve se nourrissent de pucerons, de cochenilles et d'autres petits insectes.
La larve peut consommer 60 pucerons par jour, et l'adulte jusqu’à 5 000 dans sa vie active.

## Galerie

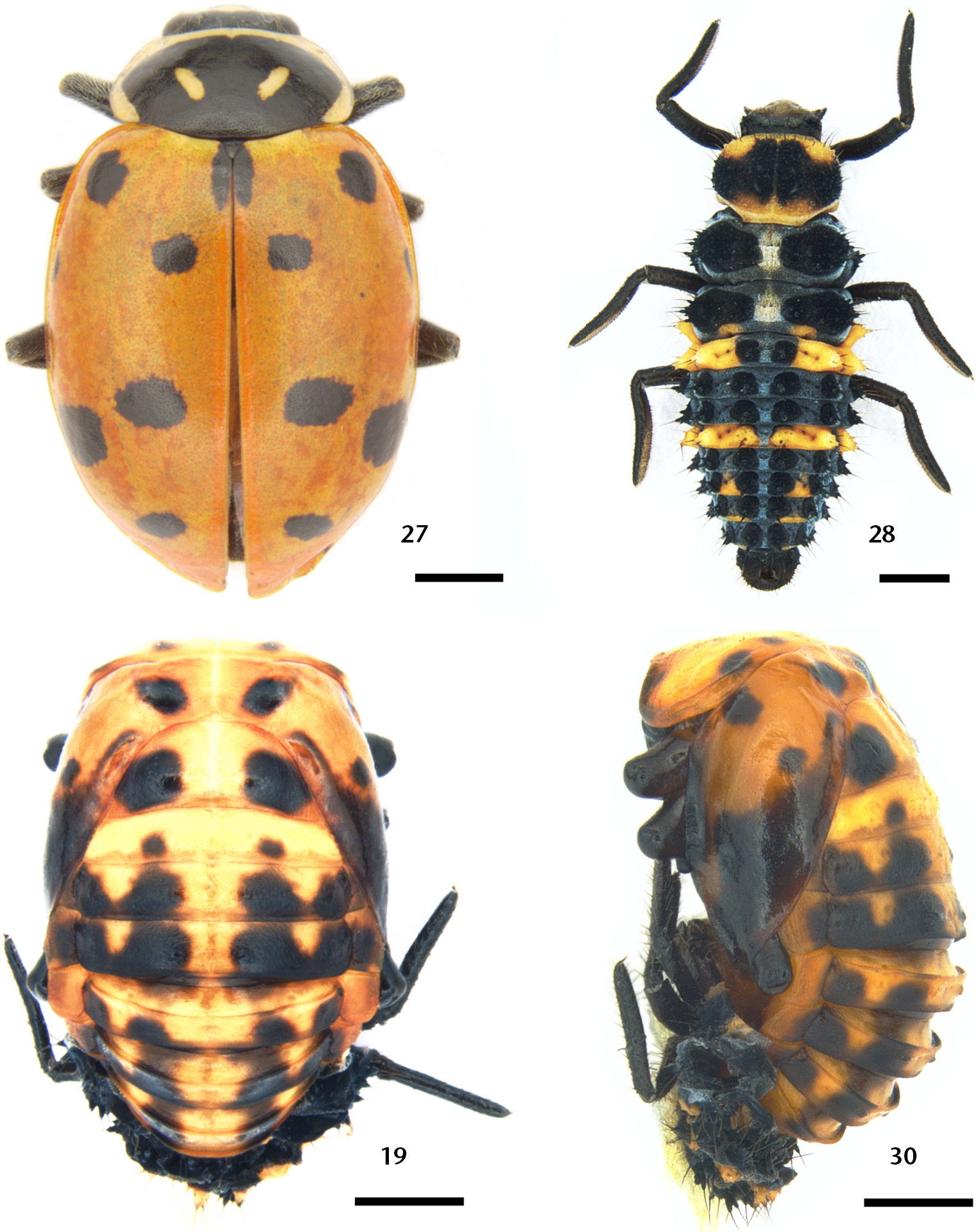
Adulte et larve (en haut). 2 vues de la nymphe (en bas).
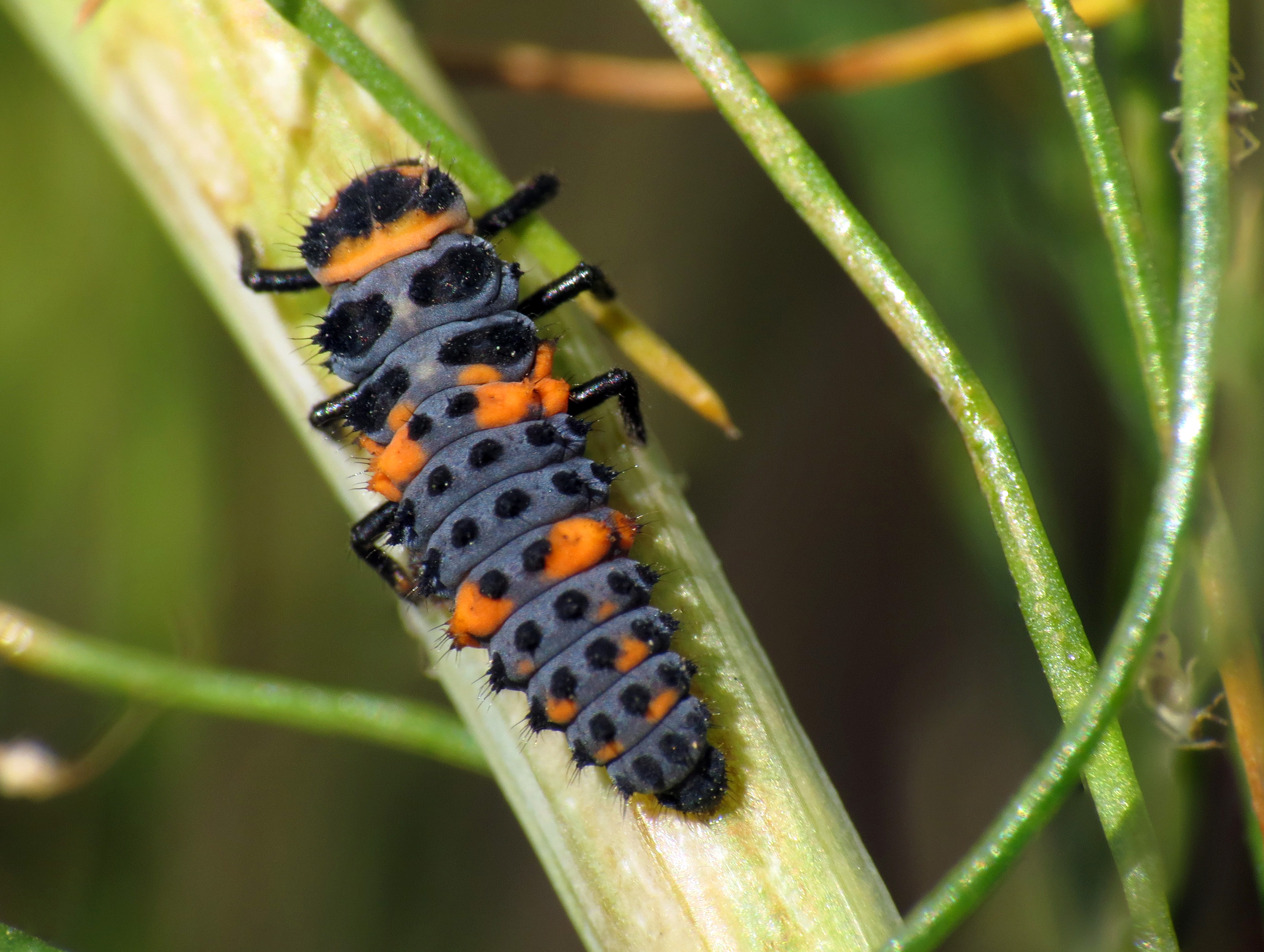
Larve.
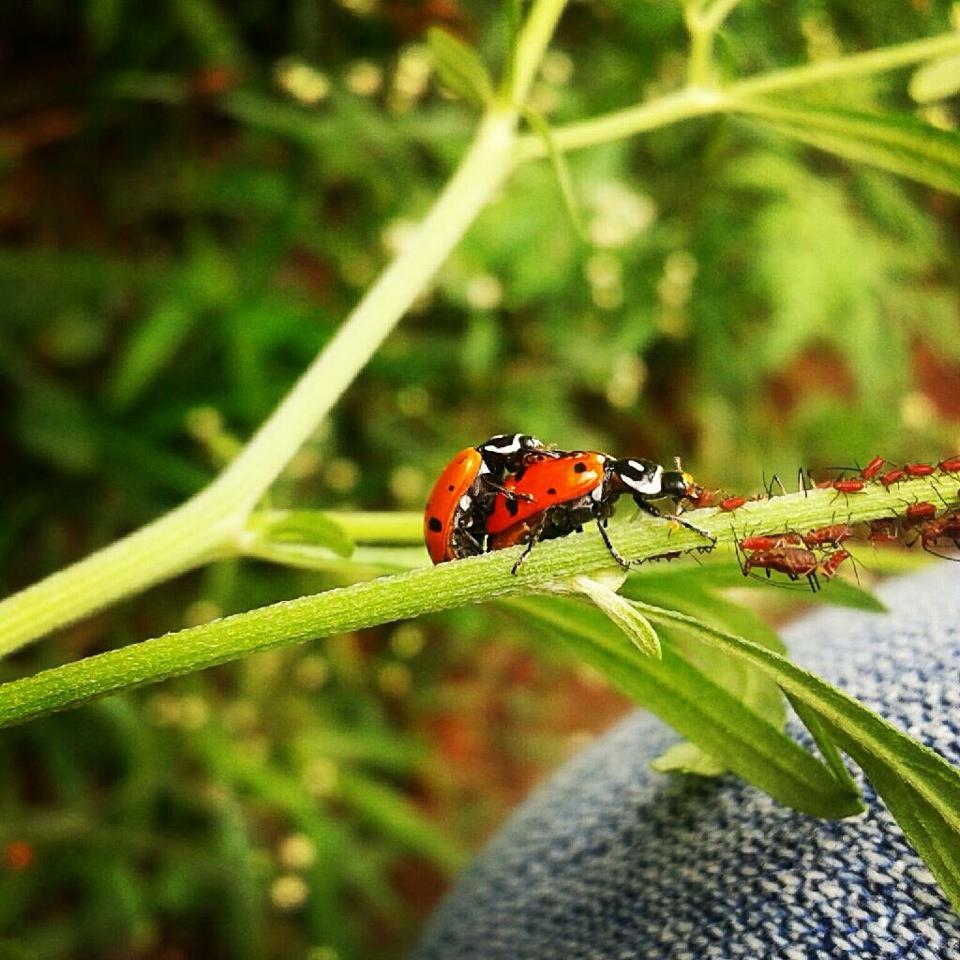
Accouplement à proximité d'un groupe de pucerons.